# Sainte-Eulalie (Gironde)
Sainte-Eulalie ist eine französische Gemeinde im Département Gironde in der Region Nouvelle-Aquitaine. Die Gemeinde liegt im näheren Einzugsgebiet nordöstlich der Stadt Bordeaux. An der westlichen Gemeindegrenze verläuft das Flüsschen Gua, das hier unter dem Namen Vieux Estey bekannt ist. Die Einwohnerzahl Sainte-Eulalies hat sich von 1.139 im Jahr 1962 auf 4.922 zum 1. Januar 2022 erhöht. Die Bewohner werden Eulaliens und Eulaliennes genannt.
Die Gemeinde gehört zum Kanton La Presqu’île im Arrondissement Bordeaux.

## Bevölkerungsentwicklung
| Jahr                       | 1962 | 1968 | 1975 | 1982 | 1990 | 1999 | 2010 | 2017 |
| Einwohner                  | 1139 | 1953 | 2633 | 3365 | 3930 | 4189 | 4632 | 4631 |
| Quellen: Cassini und INSEE |      |      |      |      |      |      |      |      |

## Sehenswürdigkeiten

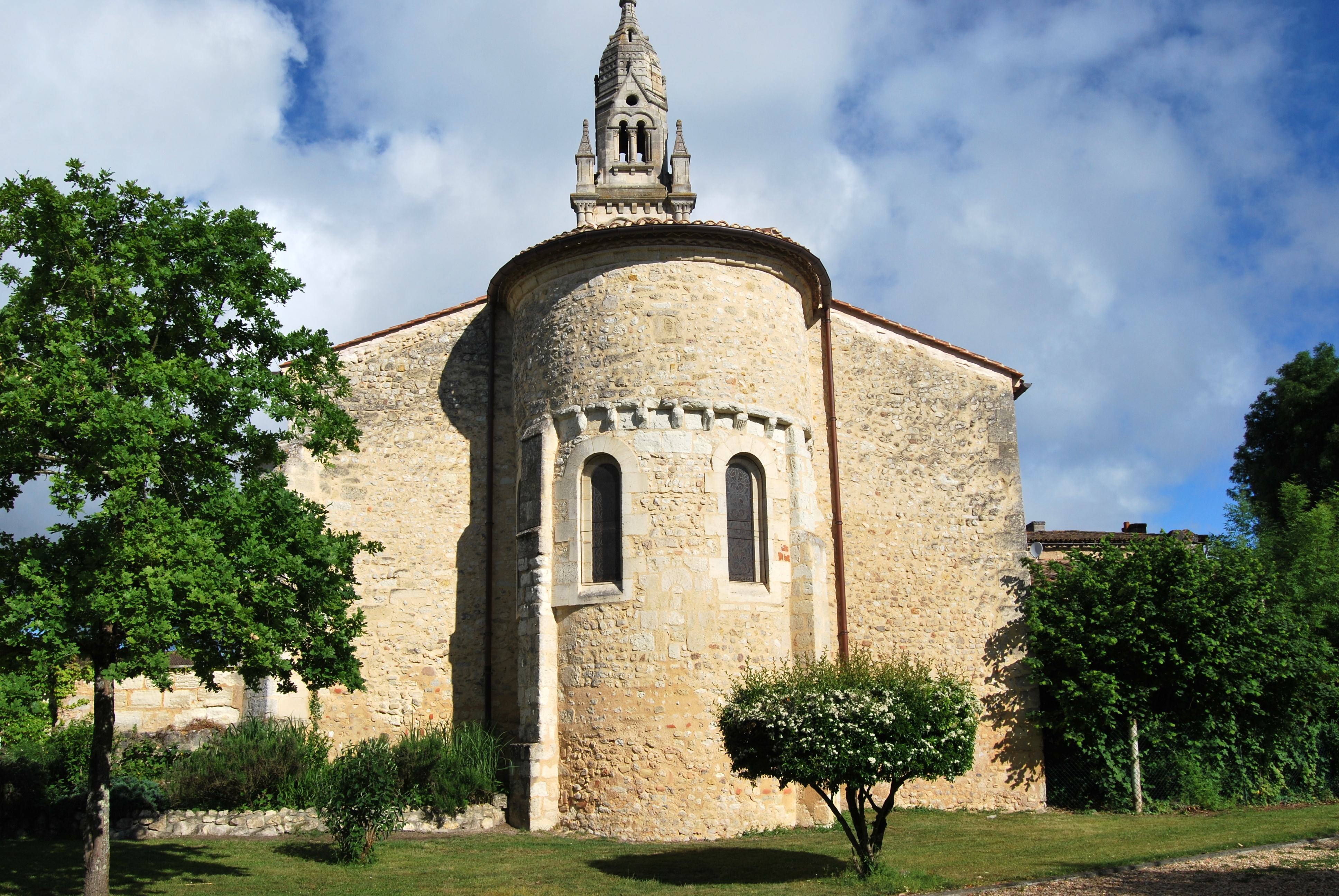
Kirche Sainte-Eulalie, Apsis

- Kirche Sainte-Eulalie mit einer Apsis aus dem 12. Jahrhundert
- Herrenhaus, genannt Schloss Bellassise, aus dem 19. Jahrhundert

## Weinbau
Sainte-Eulalie liegt im Weinbaugebiet Entre-Deux-Mers. Sie ist eine Weinbaugemeinde; die Rebflächen gehören zur Appellation Premières Côtes de Bordeaux.

## Gemeindepartnerschaften
Seit 1974 wird eine Partnerschaft mit der unterfränkischen Gemeinde Laufach gepflegt.